# Alischer Burchanowitsch Usmanow

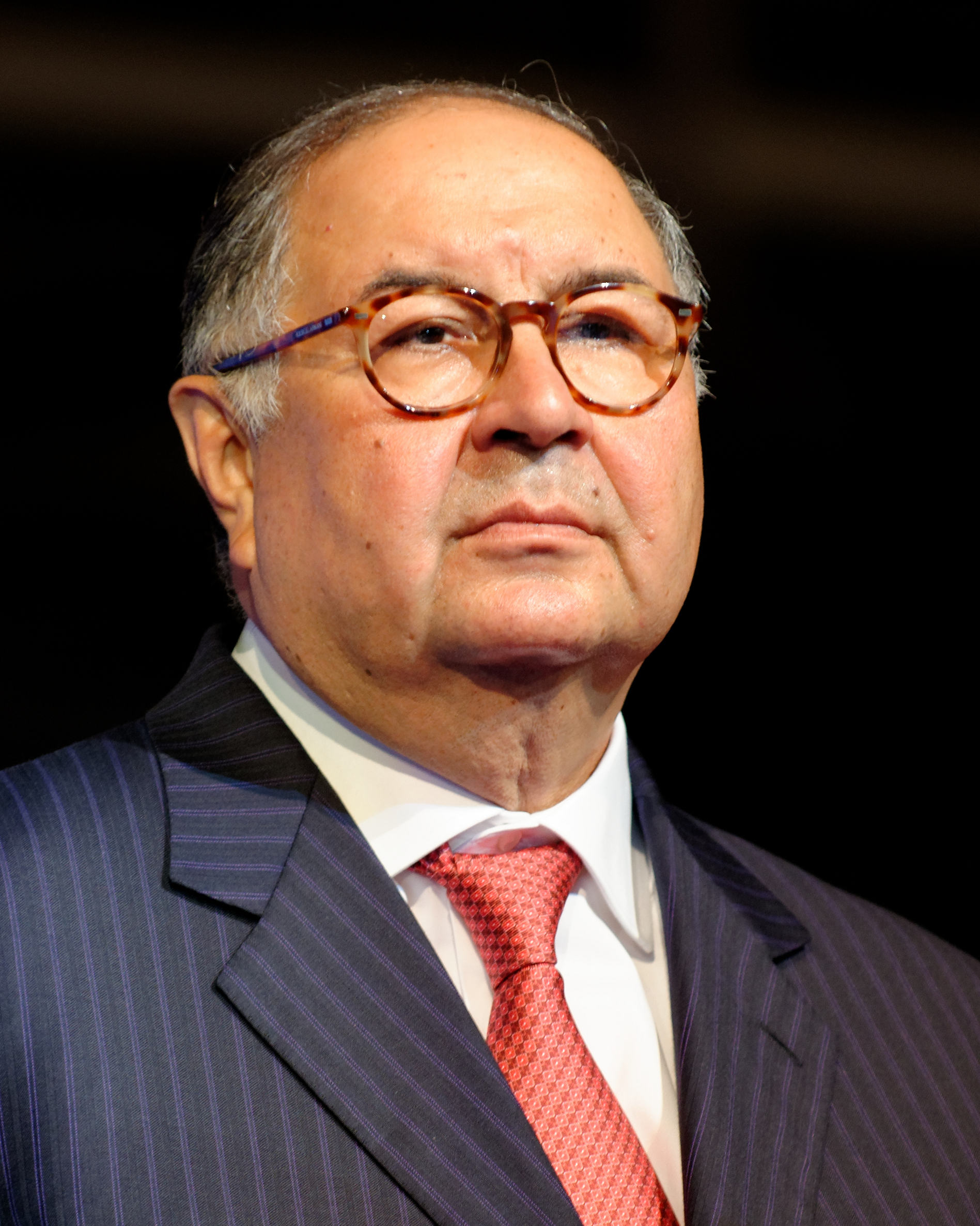
Alischer Usmanow (2013)

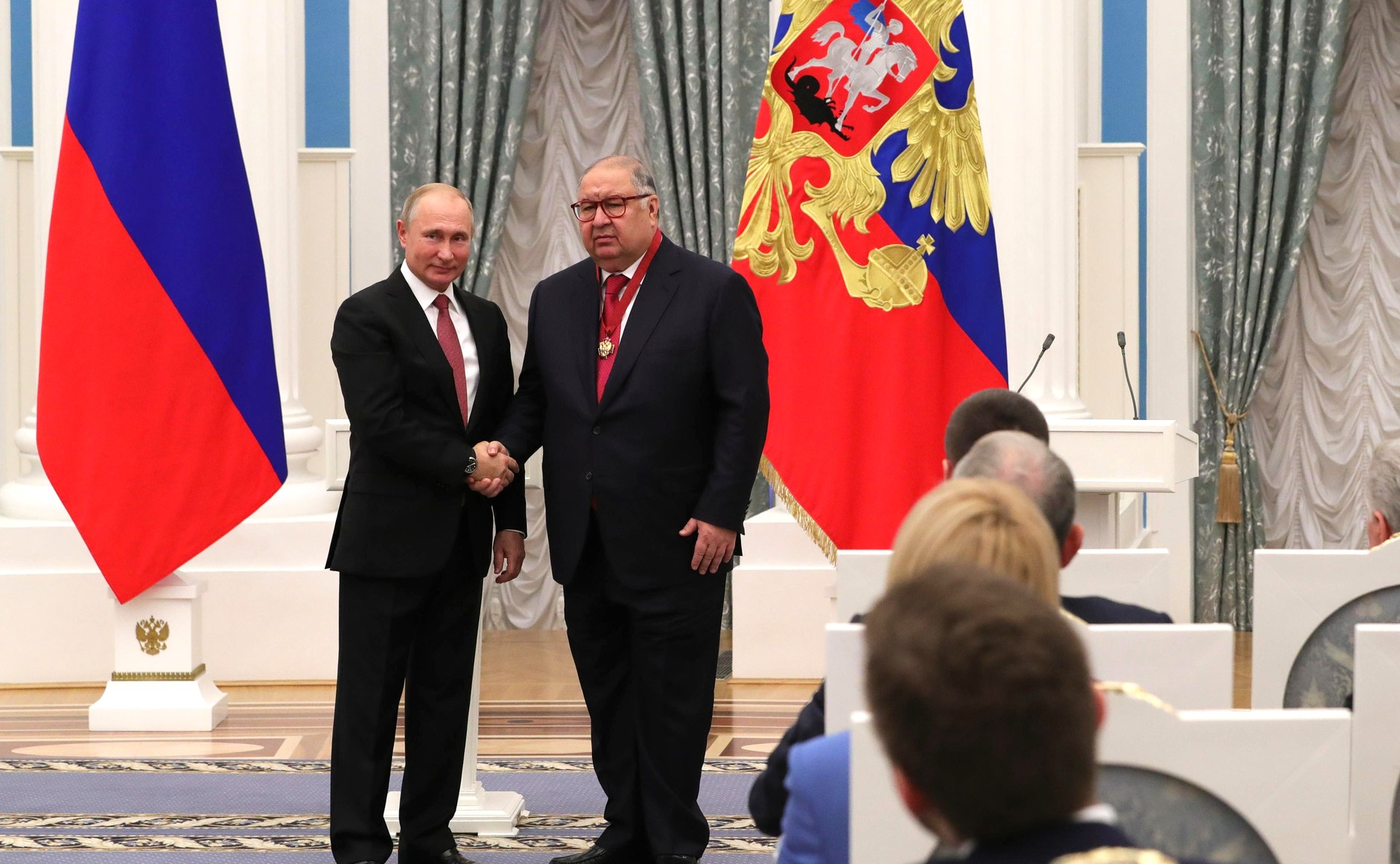
Verleihung des Verdienstordens für das Vaterland III. Klasse an Alischer Usmanow durch Wladimir Putin (2018)

Alischer Burchanowitsch Usmanow (russisch Алишер Бурханович Усманов, wiss. Transliteration Ališer Burchanovič Usmanov; usbekisch Alisher Burhonovich Usmonov; * 9. September 1953 in Chust, Usbekische SSR, Sowjetunion) ist ein russischer Unternehmer und Milliardär usbekischer Herkunft.
Usmanow gründete 2012 die USM Holding, die seine anderen Firmen, wie Metalloinwest, die Tageszeitung Kommersant, MegaFon, Skartel, Mail.Ru Group sowie die Fernsehsender Disney Russia, MUZ-TW und JU bündelte. Der Konzern Metalloinwest ist der größte Eisenproduzent Russlands. Usmanow besitzt jetzt 49 % an der USM Holding.
Im Frühjahr 2022 wurde Usmanow von der Europäischen Union, den Vereinigten Staaten, dem Vereinigten Königreich und Kanada mit Sanktionen belegt. Im Jahr 2023 trat Usmanow aus der Russischen Union der Industriellen und Unternehmer aus, weil er in den Ruhestand ging.

## Leben

### Kindheit und Jugend
Alischer Usmanow wurde in die Familie von Burchan Usmanow, in den 1980er Jahren Staatsanwalt in der usbekischen Hauptstadt Taschkent, und Dilbara Usmanowa, Russischlehrerin, hineingeboren. Usmanow und seine Familie zählten durch die privilegierte Stellung des Vaters als Staatsanwalt zur sozialen und politischen Elite des kommunistischen Usbekistan. Er ist das älteste von vier Kindern in der Familie. Sein Geburtsort ist Chust, doch aufgewachsen und zur Schule gegangen ist er in der Stadt Namangan. In seiner Kindheit las er den Roman Die drei Musketiere und beschloss, Fechten zu lernen. Zwei Jahre nach Beginn seiner Fechtsportausbildung war er Mitglied der Jugendmannschaft der Usbekischen SSR und später der Nationalmannschaft der UdSSR.
Zwischen 1966 und 1981 war Usmanow Mitglied des sowjetischen Jugendverbands Komsomol, in den 1970er Jahren trat er der KPdSU bei.

### Studium
Usmanow studierte zwischen 1971 und 1976 Internationales Recht am Moskauer Institut für Internationale Beziehungen, wobei er die Aufnahme erst im zweiten Anlauf schaffte. Seine Hartnäckigkeit begründete er mit dem Wunsch, Diplomat werden zu wollen. Im Institut knüpfte er enge Kontakte zu seinem Professor Jewgeni Primakow, dem späteren Chef des Auslandsnachrichtendienstes, Außenminister und Ministerpräsidenten Russlands.
Danach arbeitete Usmanow in der Akademie der Wissenschaften der UdSSR, beim Zentralkomitee des Komsomol Usbekistans und wurde schließlich Generaldirektor des Außenhandelskomitees der Organisation Komitee zur Verteidigung des Friedens in Taschkent.

### Inhaftierung und Rehabilitierung
Am 19. August 1980 wurde Usmanow zusammen mit Bachadyr Nasymow, Sohn des stellvertretenden KGB-Chefs von Usbekistan, und Ilcham Schaikow, Sohn des usbekischen Landwirtschaftsministers, vom Militärtribunal des Militärbezirks Turkestan (mit Sitz in Taschkent) wegen Betrugs und Beihilfe zur Annahme von Bestechungsgeldern zu acht Jahren Gefängnis verurteilt. Die Verurteilung erfolgte, so wird Usmanow im „The Guardian“ zitiert, aufgrund eines internen Machtkampfs des örtlichen KGB. Er wurde „…durch einen Trick dazu gebracht, eine Bestechung anzunehmen".
Im März 1986 wurde er vorzeitig entlassen. Usmanow erklärte, er sei das Opfer politischer Unterdrückung geworden, im Jahr 2000 rehabilitierte ihn Usbekistans Oberstes Gericht.
Den Vorwurf, die Rehabilitierung sei die Konsequenz seines Erfolges als Unternehmer und erfolge auf Anweisung des Staatspräsidenten von Usbekistan Islom Karimov, beantwortete Usmanow mit der Feststellung, keinerlei Geschäftstätigkeiten in Usbekistan betrieben und auch in keinerlei Beziehung zum Präsidenten Karimov gestanden zu haben. Die Entscheidung seiner vollständigen Rehabilitierung sei vom Obersten Gericht Usbekistans getroffen worden und nicht vom Präsidenten.

### Berufliche Orientierung und Weiterbildung
1986 arbeitete Usmanow zeitweise als Übersetzer aus dem Arabischen. Freunde halfen ihm schließlich 1987, eine Stelle im Labor des Physikinstituts der Akademie der Wissenschaften der UdSSR im usbekischen Andijon zu erhalten. Dort arbeitete er als Patentfachmann und erlangte bereits 1987 in Moskau seinen zweiten Hochschulabschluss im Patentwesen. Sein Professor vom Moskauer Institut für Internationale Beziehungen Radomir Bogdanow half ihm schließlich, bei der Außenhandelsassoziation des Friedenskomitees der Sowjetunion eingestellt zu werden.
1997 beendete Usmanow an der Finanzakademie der Regierung der RF (heute: Finanzuniversität der Regierung der Russischen Föderation) den Studiengang „Bankwesen“.
Usmanow spricht Usbekisch, Russisch, Englisch und Französisch.

### Familie und Religion
Der Milliardär war von 1992 bis 2022 mit der aus Samarkand stammenden Irina Winer, Trainerin der russischen Nationalmannschaft für Rhythmische Sportgymnastik, verheiratet. Sie lernten sich bereits als Jugendliche in Taschkent kennen. Sie haben keine gemeinsamen Kinder. Aus ihrer ersten Ehe hat Winer einen Sohn. Usmanow bekennt sich zum Islam, Winer ist jüdischen Glaubens (vgl. dazu Bucharische Juden).

## Usmanow als Unternehmer

### Handel mit Plastiktüten und Zigaretten
Während einer seiner Reisen nach Moskau erlitt Usmanow einen Beinbruch und verbrachte viele Tage liegend im Hotel „Budapest“. Dabei las er aus Langeweile ein Buch seines Zimmernachbarn, eines Chemieingenieurs, über die Technologie der Polymerverarbeitung. Interessanter als die Polymertechnologie fand er den wirtschaftlichen Aspekt: Aus einer Tonne Rohstoff im Wert von 437 Rubel konnten 30.000 Kunststofftüten hergestellt und für etwa einen Rubel pro Stück verkauft werden. So kam Usmanow auf die Idee, Ende 1987 zusammen mit einigen Partnern die Kooperative Agroplast zur Herstellung von Polyethylentüten zu gründen. Produziert wurden die Tüten, gemäß einer Vereinbarung mit Direktor Konstantin Wiktorowitsch Kunizkij, in den Räumlichkeiten des agrarindustriellen Kombinats Ramenskij in der Stadt Ramenskoje, Gebiet Moskau. Das Geschäft lief hervorragend, denn Plastiktüten waren in der UdSSR Mangelware. Zwei Jahre später, als Agroplast bereits Millionenumsätze machte und der größte Produktionsbetrieb im Gebiet Moskau war, verkündete Usmanow plötzlich seinen Rückzug aus diesem Geschäftszweig.
Auch seine nächste Geschäftsidee, der Handel mit Zigaretten, brachte ihm zunächst einen gigantischen Gewinn ein. Ende der 1980er Jahre kam es im sowjetischen Zigarettenhandel häufig zu Lieferausfällen. Usmanow konnte über das Joint Venture zwischen Tschelik und Agroplast und mit Hilfe eines Devisenkontos in Promstrojbank UdSSR Zigaretten der amerikanischen Marke „Magna“ für 30 Cent pro Packung einkaufen und innerhalb der Sowjetunion mindestens für das Doppelte wieder verkaufen. Als Anfang der 1990er Jahre der Dollarkurs sprunghaft anstieg, ging es mit dem Unternehmen bergab, so dass Tschelik-Agroplast 1993 einen Schuldenberg von 26 Millionen Dollar aufwies. Usmanow wurde mit diesen Schulden allein gelassen, nachdem sich seine Partner ins Ausland abgesetzt hatten. Aus dieser schwierigen Situation haben ihm seine Freunde Andrei Skotsch und Lew Kwetnoi herausgeholfen, indem sie für Usmanow mit ihrem gesamten Vermögen bürgten. So konnte dieser einen Bankkredit in Höhe von 14 Millionen Dollar aufnehmen. Bereits vier Monate später konnte Usmanow den Kredit zurückzahlen, nachdem er mit Hilfe von staatlichen Nullkuponanleihen (russ. Государственные краткосрочные облигации) und anderen Wertpapieren 40 Millionen verdient hatte. Die Geschäftsfindigkeit Usmanows beeindruckte Skotsch und Kwetnoi so sehr, dass die beiden zu seinen Partnern im Investitionsunternehmen Interfin wurden. So lautet zumindest die Darstellung der russischsprachigen Forbes. Im 2003 geführten Interview mit der russischen Zeitung Wedomosti begründete Usmanow seinen Rückzug aus der Tabakbranche mit „ideologischen Überlegungen“, da er nicht mit etwas handeln wollte, was „den Menschen einen gesundheitlichen Schaden zufügt“.

### Finanzwirtschaft
Nach dem Zusammenbruch der Sowjetunion begann das freie Kapital immer stärker in die Wirtschaftsstrukturen Russlands vorzudringen und Usmanow verstand, nach eigener Aussage, dass sich die Geschäfte am besten über Finanzinstitute abwickeln lassen. In den 1990er Jahren war Usmanow an der Gründung und Leitung zahlreicher Banken und Unternehmen beteiligt:
- Von 1990 bis 1994 war er erster stellvertretender Generaldirektor des Unternehmens ZAO Interkross.
- Er saß außerdem im Vorstand der 1991 gegründeten Pervyj Russkij nezawisimyj bank (dt. Ersten russischen unabhängigen Bank, kurz: PRNB).
- Im Dezember 1992 gründete er in Moskau die Firma Bars.
- Im Juni 1993 gründete er PRNB-Invest, eine Tochter der PRNB.
- Als Vorstandsvorsitzender der PRNB hatte Usmanow die Idee, für die Moskauer Luftfahrtproduktionsgesellschaft MiG (russ. Московское авиационное производственное объединение МиГ, kurz MAPO MiG), die bis heute MiG-Militärflugzeuge herstellt, eine unternehmenseigene Bank ins Leben zu rufen. So wurde die PRNB 1993 Mitbegründerin der MAPO-Bank, in der Usmanow zwischen 1995 und 1997 Miteigentümer und erster stellvertretender Vorsitzender war. Gleichzeitig war er von 1994 bis 1995 Ratgeber von Wladimir Wassiljewitsch Kuzmin, Generaldirektor des Rüstungsbetriebs MAPO MiG.
- Zwischen 1994 und 1998 bekleidete Usmanow den Posten des Generaldirektors des mit Wertpapieren handelnden Unternehmens Interfin. Die Banken Wozrozhdenije und MAPO investierten jeweils 10 Millionen in das Grundkapital von Interfin. Zu den Anteilseignern von Interfin gehörten 1998 Middlesex Holdings plc (40 %), MAPO-Bank (40 %) und Gazprom (20 %). Alischer Usmanow, Andrei Skotsch und Lew Kwetnoi wurden per Management-Buy-out zu alleinigen Eigentümern von Interfin.

Noch 1989 lernte Usmanow den britisch-iranischen Geschäftsmann Farhad Moshiri kennen, der zu einem seiner engsten Vertrauten wurde. Während ihrer ersten Zusammenarbeit knüpften sie eine freundschaftliche Verbindung zueinander, weil Moshiri für Usmanow Artikel aus der Financial Times übersetzte. Die britische Zeitung wurde für den späteren Milliardär zum wichtigsten Lehrbuch des „western business“. 1991 versuchten Usmanow, Moshiri und Juri Petrow, Leiter der Administration von Boris Jelzin, in London ein Versicherungsunternehmen zu gründen, das die politischen Risiken Russlands abdecken würde, um auf diese Weise ausländische Investitionen in Russland zu begünstigen.
Neben Moshiri hatte Usmanow einen weiteren Freund mit iranischer Abstammung: Masoud Amir Alikhani, dem in London das Investitionsunternehmen Middlesex Holdings gehörte. 1993 wurden Moshiri zum Finanzdirektor von Middlesex Holdings und Usmanow zum Vizepräsidenten ernannt. Das Unternehmen handelte mit Aluminium und Erdölprodukten aus den Ländern der GUS. Das Aluminium stammte unter anderem vom Tadschikischen Aluminiumwerk (TadAZ). Middlesex war das erste Londoner Unternehmen, zu dessen Teilhabern Russen gehörten. Später wurde die Investitionsgesellschaft in GNE Group umbenannt und verkauft.

### Realwirtschaft
Mitte der 1990er Jahre beschlossen die Interfin-Eigentümer von der Finanzwirtschaft zur Realwirtschaft zu wechseln. Zu diesem Zeitpunkt besaß das Unternehmen bereits 40 % des Elektrostahlwerks in Stary Oskol und 51 % von Archangelskgeologdobytscha, eines Unternehmens für geologische Ausbeute in Archangelsk – dort war Usmanow zwischen 1997 und 2001 Mitglied des Direktorenrats –, das über Vorkommen von Erdöl und Diamanten im europäischen Norden Russlands verfügte. 2001 verkauften sie ihren Anteil am Archangelsker Unternehmen für 150 Millionen Dollar. Ebenfalls in der zweiten Hälfte der 1990er Jahre saß Usmanow im Vorstand der Aktiengesellschaft Archangelskije almazy.

#### Gazprom
Usmanow benötigte für den Einstieg in die metallurgische Industrie neue Partner, am besten beim russischen Energiekonzern Gazprom. Einen Termin beim Vorstandsvorsitzenden Rem Wjachirew verschaffte ihm der Betreuer seiner Dissertation Leonid Openkin, ein Angestellter von Gazprom. Usmanow bot Wjachirew eine Beteiligung an den metallurgischen Geschäften von Middlesex Holdings an und Wjachirew willigte ein. Gazprom erwarb daraufhin 20 % Anteile von Interfin, das bereits Anteile des Elektrostahlwerks in Stary Oskol besaß. Usmanow war zunächst von November 1998 bis Februar 2000 stellvertretender Generaldirektor und dann bis 2014 Generaldirektor der Gazprominvestholding, so dass der weitere Aufkauf von metallurgischen Firmen vom Tochterunternehmen der Gazprom durchgeführt wurde. Bis 2001 besaß Gazprominvestholding 57 % der Aktien des Lebedinskij Bergbau- und Aufbereitungskombinats in Gubkin und weitere 17 % des Elektrostahlwerks in Stary Oskol.
Parallel dazu wurden Usmanow und Moshiri zu Finanzberatern von Wjachirew. In dieser Funktion sorgten sie für die Finanzierung von Gazprom durch westliche Kreditinstitute und organisierten beispielsweise 1998 ein Treffen zwischen Wjachirew und dem Chef der japanischen Bank Nomura. Dies war der erste Versuch von Gazprom, einen ausländischen Kredit zu erhalten, doch wegen der Rubelkrise 1998 kam es zu keinem Übereinkommen.
2000 kam es in Russland zu einem Machtwechsel, als Wladimir Putin neuer Präsident wurde. Er veranlasste eine Überprüfung des Gazprom-Personals. Dies hatte zur Folge, dass Wjachirew durch Alexei Miller als Vorstandsvorsitzender ersetzt wurde. Auch andere Mitarbeiter mussten ihre Posten räumen. Usmanow gelang es nicht nur, im Energiekonzern zu verbleiben, sondern sogar mit einer wichtigen neuen Aufgabe betraut zu werden, nämlich der Rückholung der ehemaligen Gazprom-Vermögenswerte. Denn noch unter Wjachirew wanderte ein Teil dieser Vermögenswerte in die Unternehmen von dessen Freunden. Der Konzern Stroitransgas erhielt z. B. 1995 4,8 % der Gazprom-Aktien, die Lizenz für das südrussische Erdgasvorkommen gelangte in den Besitz des russischen Energieunternehmens Itera und die Kontrolle über die Petrochemie-Holding Sibur hätte Gazprom beinahe dem Generaldirektor von Sibur Jakow Goldowski übertragen. Die Verhandlungen über die Rückgabe der Vermögenswerte wollten die Führungsriegen all dieser Gazprom-Tochterunternehmen ausschließlich mit Usmanow führen, so behauptet zumindest das russische Wirtschaftsmagazin „Forbes“. Und Usmanow hat diese Aufgabe erfolgreich bewältigt, denn dank ihm wurden unter anderem Sewerneftegazprom, Zapsibgazprom und Sibur wieder Teil des Energieriesen.
Am 13. Oktober 2014 verließ Usmanow den Posten des Generaldirektors von Gazprominvestholding. Seine Energie wolle der Milliardär künftig in soziale Projekte und Philanthropie stecken. Die Wohltätigkeit spiele in seinem aktuellen Lebensabschnitt eine größere Rolle. Experten erklärten Usmanows Abschied damit, dass die Zeit für große Aufgaben, für die Usmanow engagiert worden war, nun zu Ende sei. Probleme von föderaler Bedeutung, wie Rückholung problematischer Vermögenswerte an Gazprom und Restrukturierung von Schulden, habe er erfolgreich gelöst.

#### Bergbau und Metallurgie
Parallel zu seiner Karriere innerhalb des Gazprom-Konzerns baute sich Usmanow ein eigenes Metallimperium auf.
2003 kaufte Usmanow, zu einem Zeitpunkt als das britisch-niederländische Stahlunternehmen Corus große Verluste verzeichnete, über seine zyprische Investitionsgesellschaft Gallagher Holdings Ltd. ein kleineres Aktienpaket des Konzerns zum Preis von 4,5 Pence pro Aktie und verkaufte es nach kürzester Zeit für 8 Pence. Dann ging er ein größeres Wagnis ein, indem er weitere Corus-Aktienpakete erwarb, was sich für ihn letztlich auszahlte, da es mit dem Unternehmen 2004 wieder bergauf ging. Usmanow konnte zusammen mit seinen Freunden, darunter mit dem Vorsitzenden der Bank „Petrokommerz“ Wladimir Nikitenko, dem Unternehmer Wassilij Wassiljewitsch Anisimow und Vizepremierminister Igor Schuwalow, Ende 2004 die Corus-Aktien für 614 Millionen Dollar (53,5 Pence pro Stück), also für den 12-fachen Preis, wieder abstoßen. Mit dem Kauf der Anteile von Corus war Usmanow einer der ersten russischen Milliardäre, die sich in großem Rahmen an ausländischen Konzernen beteiligten.
Anisimow wurde nach dem erfolgreichen Aktienhandel zu Usmanows Geschäftspartner im Bergbau- und Metallurgieunternehmen Metalloinwest. 2004 führte Anisimow Verhandlungen mit dem Georgier Boris Iwanischwili, dem die größten russischen Bergbau- und Aufbereitungskombinate (russ. горно-обогатительные комбинаты, kurz: GOK) gehörten: Stojlenskij GOK in Stary Oskol und Michailowskij GOK in Schelesnogorsk, zu 40 % auch Lebedinskij GOK in Gubkin. Zu Usmanow hatte Iwanischwili, laut „Forbes“, ein gespanntes Verhältnis, weil die beiden in den 1990er Jahren um die Anteile des Lebedinskij GOK konkurrierten, weshalb Usmanow die Verhandlungen nicht persönlich führte. Im Dezember 2004 willigte Iwanischwili ein, 97 % der Anteile am Michailowskij GOK zum Preis von 1,65 Milliarden Dollar an Usmanow zu verkaufen. Das Kapital für diesen Geschäftsabschluss erhielt Usmanow von der VTB.
In einem im Februar 2005 geführten Interview mit dem Magazin Ekspert verkündete Usmanow, er habe die Idee, einige der Eisenerzunternehmen der GUS zu einem vereinten Bergbau- und Eisenhüttenunternehmen zusammenzuführen, das der ganzen Welt die Eisenerzpreise diktieren wird, und er sei bereit, diesem Ziel sein Leben zu widmen. Die Zeitung Wedomosti berichtete im Mai 2005, dass die russländischen Unternehmer Usmanow und Anisimow den Regierungen Russlands, Kasachstans und der Ukraine ein Konzept zur Schaffung einer Eurasischen Montanorganisation (russ. Евразийская горно-металлургическая компания, EGMK) auf Basis von fünf Bergbau- und Aufbereitungskombinaten vorlegten. Nach Meinung Usmanows sei dies notwendig, denn die russischen GOKs seien „Zwerge im Vergleich zu CVRD, BHP Billiton und Rio Tinto“. Die Konsolidierung des Michailowskij GOK und Lebedinskij GOK in Russland, der größten Produktionsvereinigung für Bergbau und Aufbereitung Sokolow-Sarbaj (russ. Соколовско-Сарбайское горно-обогатительное производственное объединение, SSGPO) in Kasachstan sowie des Juzhnyj GOK und Ingulezkij GOK in der Ukraine würde es erlauben, das viertgrößte Bergbauunternehmen der Welt mit einer Jahresproduktion von 78 Millionen Tonnen Eisenerz zu errichten. Im Verein würden die Eisenerzreserven Russlands, Kasachstans und der Ukraine 70 Milliarden Tonnen betragen. Dies sei, so Usmanow, um ein Vielfaches höher als die Reserven von Brasilien, Australien und China, der einflussreichsten Länder auf dem Eisenerz-Weltmarkt.
Auf diese Verlautbarung Usmanows gab es kritische Stimmen aus der Eisenhüttenbranche. Sollte die EGMK tatsächlich zustande kommen, würde sie in Russland und den ehemaligen Republiken der UdSSR das Monopol auf Eisenerz übernehmen. Kleinere Eisenhüttenwerke hätten dann keine andere Alternative, als den benötigten Rohstoff für einen von der EGMK diktierten Preis zu kaufen. Bereits im Mai 2005 kam es innerhalb der russischen Eisenhüttenindustrie zu einem internen Krieg, als der Direktorenrat-Vorsitzende des
Metallurgischen Kombinats Magnitogorsk (MMK) Wiktor Filipowitsch Raschnikow sich weigerte, mit Usmanow und seinem Michailowskij GOK einen langfristigen Vertrag zur Eisenerzlieferung zu schließen, weil er nicht mit dem darin festgesetzten Preis einverstanden war. Auf Usmanows Veranlassung hin unterbrachen Michailowskij GOK, Lebedinskij GOK und das kasachische Unternehmen SSGPO die Eisenerzzustellung an MMK. Raschnikow schloss mit anderen russischen und auch ukrainischen Zulieferern Vereinbarungen zu günstigen Konditionen, erreichte zusätzlich von der russischen Behörde „Föderaler Dienst für Tarife“ eine starke Herabsetzung des Tarifs für den Eisenbahntransport der Rohstoffe aus der Ukraine und überstand dadurch die von Usmanow initiierte „Mai-Blockade“. Die Zusammenführung der russischen, ukrainischen und kasachischen Bergbaubetriebe zur Eurasischen Montanorganisation kam nicht zustande.
Doch Usmanow gab nicht auf und baute sein Unternehmen Metalloinwest zum größten Eisenerzproduzenten Russlands aus. Zunächst wurde Metalloinwest das metallurgische Kombinat Uralskaja Stal in Nowotroizk einverleibt, dessen Teilhaber seit 2002 Usmanow und Oleg Deripaska waren; 2005 wurde sodann auch Gazmetall, deren Teilhaber Usmanow, Skotsch und Kwetnoi waren, von Metalloinwest übernommen. Zwischen 2004 und 2008 wuchsen die Preise für Stahl und Metalle auf dem Weltmarkt um das Vierfache an. 2005 betrug der Erlös von Metalloinwest rund 2,3 Milliarden Dollar. Das metallurgische Unternehmen wurde seitdem zur finanziellen Ausgangsbasis aller von Usmanow getätigten Geschäfte. 2006 gehörten zu Metalloinwest: Lebedinskij GOK, Michailowskij GOK, Uralskaja Stal, Oskolskij Elektrostahlwerk, Moldawskij metallurgitscheskij zawod (dt. Moldawisches Eisenhüttenwerk, kurz: MMZ), Maschinenbaukonzern Ormeto-YUMZ sowie die Transportunternehmen Metalloinwesttrans und RudMetTrans.
Seit 2006 ist Usmanow Mitglied des Verwaltungsbüros der Russischen Union der Industriellen und Unternehmer und ist dort als Komiteeleiter zuständig für die Verbesserung der Aufsichtstätigkeit und Beseitigung von administrativen Barrieren.
2006 erwarb Usmanow über Epion Holdings Ltd. für 43,5 Millionen Dollar 19,95 % Aktienanteile der kanadischen AG Nautilus Minerals Inc. Die Gesellschaft erhielt von der Regierung Papua-Neuguineas die weltweit erste Lizenz für den Abbau von wertvollen Metallen (Gold, Silber, Kupfer, Metalle der Seltenen Erden) am Grund der Bismarcksee. Die Förderung an der Lagerstätte Solwara 1 sollte 2014 beginnen.
Im November 2006 erwarb Metalloinwest über Usmanows Investitionsgesellschaft Gallagher Holdings Ltd. 19,9 % des australischen Eisenerzproduzenten Mount Gibson Iron Ltd. für rund 76,6 Millionen US-Dollar.
Usmanow war einer der ersten unter den russischen Geschäftsleuten, der Portfolioinvestitionen in ausländische Bergbau- und Metallurgiefirmen tätigte. So kaufte er 2007 über Gallagher Holdings Ltd. für 17 Millionen US-Dollar 12,32 % der Aktien des australischen Goldproduzenten Medusa Mining Ltd., der sich in Australien und auf den Philippinen mit der Exploration, Bewertung, Entwicklung und dem Abbau von Gold, Nickel und Kupfer beschäftigt, vor allem in der Co-O-Mine auf Mindanao. 2009 stieß Usmanows Metalloinwest Holdings die Anteile an Medusa Mining für etwa 52 Millionen Dollar wieder ab.
2008 gewann die Michailowskij GOK der Holding Metalloinvest die Ausschreibung für die Erschließung des Kupfervorkommens von Udokan in der ostsibirischen Region Tschita, 30 km von der Novaya Chara-Station der Baikal-Amur-Magistrale entfernt. Es ist die größte Kupferanlage in Russland und eine der größten der Welt mit Ressourcen von über 26 Millionen Tonnen Kupfer. Das Feld wurde 1949 entdeckt, jedoch aufgrund der geologischen Merkmale des Standorts nicht erschlossen.
2010 wurde die Lizenz an die Baikal Mining Company (trägt seit dem 30. Dezember 2020 den neuen Namen Udokan Cooper) übertragen, die ebenfalls Teil der USM Holding ist. Das aktuelle Projekt zur Entwicklung von Udokan umfasst den Bau einer Bergbau- und Metallurgieanlage zur Herstellung von Kathodenkupfer und Kupferkonzentrat. Die Kapazität der ersten Stufe des Bergbau- und Hüttenkomplexes wird 12 Millionen Tonnen Erz pro Jahr betragen, mit einer jährlichen Produktion von bis zu 125.000 Tonnen Kupfer. Die Investitionen in das Projekt werden auf 2,9 Milliarden US-Dollar geschätzt. Die Inbetriebnahme des Unternehmens für kommerzielle Zwecke ist für 2022 geplant.
Im Gegensatz zu den Anlagen aus der Sowjetzeit nutzt das Unternehmen Udokan Cooper Spitzentechnologien, um hohen sozialen Maßstäben und ambitionierten Umweltstandards gerecht zu werden. Auch regelmäßige Überprüfungen der Einhaltung der ökologischen Kennziffern wurden in die Prozessabläufe eingebaut.
Im Oktober 2021 unterzeichnete Metalloinvest und das Linzer Maschinenbauunternehmen Primetals Technologies Austria ein Abkommen zur Errichtung einer weiteren Anlage zur Eisenproduktion in Russland. Das Volumen beläuft sich auf 250 Mio. Euro.

#### Information und Kommunikation
Im August/September 2006 stieg Usmanow ins russische Mediengeschäft ein. Zunächst erwarb er von Boris Beresowski und Badri Patarkazischwili 100 % Aktien des Verlags Kommersant mit der Tageszeitung Kommersant, den Wochenzeitschriften Kommersant-Wlast, Dengi und Awtopilot. Im gleichen Jahr kaufte er über von ihm kontrollierte Firmen das Verlagshaus Sekret Firmy, zu dem die meistgelesene Internetzeitung Russlands gaseta.ru gehört.
2007 stieg Usmanow in die Telekommunikationsbranche ein, als er im Mai mit dem dänischen Anwalt Jeffrey Peter Galmond einen Vertrag über den Kauf von 8 % des Mobilfunkanbieters MegaFon, die dem auf Bermuda registrierten Fonds IPOC gehörten, und 58,9 % der Holding Telekominwest (über First National Holding) abschloss. Im August folgte der Erwerb weiterer 15 % von Telekominwest und damit weitere 4,7 % von MegaFon. Im Oktober 2008 gelang Usmanow die Konsolidierung von 31,1 % von MegaFon über Telekominwest, wo er nun 73,9 % hält. Dies wurde erst ermöglicht, nachdem IPOC liquidiert wurde.
2008 versuchte Usmanow sich in den russisch-niederländischen Internetdienstleister Yandex einzukaufen. Doch das Vorhaben scheiterte am Widerstand der Aktionäre. In den nächsten Jahren erwarb er Anteile am sozialen Netzwerk Odnoklassniki.ru, Messaging-Dienst ICQ und Internetportal Mail.Ru. Darüber hinaus gehörte Usmanow der russische E-Recruiting-Dienst HeadHunter, den er 2016 für 10 Milliarden Rubel verkaufte. Seit September 2014 ist er Eigentümer von vk.com, einem sozialen Netzwerk mit über 100 Millionen aktiven, überwiegend russischsprachigen Nutzern. Im Jahr 2021 wurden alle diese Projekte, einschließlich VK, verkauft.
2009 begann Usmanow zusammen mit seinem Partner Juri Milner und dessen Investmentfirma Digital Sky Technologies (DST), die Aktien von Facebook, Twitter, Groupon, Zynga, Airbnb und Apple zu kaufen und zum Teil wieder zu verkaufen. Allein mit den Facebook-Aktien erwirtschafteten Usmanow und Milner 2012 rund 1,6 Milliarden Dollar. Auch chinesische Unternehmen weckten Usmanows Interesse und er investierte in Alibaba Group, JD.com und Xiaomi. Dabei machten die Kapitalanlagen in den chinesischen Internetmarkt 70–80 % aller ausländischen Internetinvestitionen von USM Holdings aus.
Die Liste der Branchen, in die Alischer Usmanow erfolgreich investierte, wurde immer länger. So wurde unter dem Internetportal Mail.ru die Online-Anzeigetafel „Yula“ gestartet und 2016 investierte Usmanow in den Lieferungsservice: bei der deutschen Firma Rocket Internet kaufte er 100 % der Aktien von Delivery Club.

#### USM
2012 gründete Usmanow USM Holdings, welche die Unternehmen Metalloinwest, MegaFon und Mail.Ru Group bündelte. Dabei hielt Usmanow 60 % der Anteile der Holding. 2018 wurde das Unternehmen in USM umbenannt. Anteilseigner sind nun Alischer Usmanow mit 49 %, Andrei Skotsch mit 30 %, Farhad Moshiri mit 8 % und der Generaldirektor von USM Management Iwan Streschinski mit 3 %; 10 % reservierte Usmanow für sich, um diese in Zukunft den Leitern der Holding zu übergeben. USM ist das Akronym von Usmanow-Skotsch-Moshiri.
USM investierte im Sommer 2015 mehrere Millionen Dollar in das amerikanische Dienstleistungsunternehmen Uber.
Als 2019 die flächendeckende digitale Kennzeichnung vieler Warengruppen in Russland begann, mit dem Ziel die Produkte auf ihrem Weg von der Herstellung bis zum Endverbraucher lückenlos zurückzuverfolgen, erwarb die USM Holding 50 % des Zentrums zur Entwicklung aussichtsreicher Technologien (ZRPT). Diese halbstaatliche Einrichtung ist für das Erreichen wichtiger Digitalisierungsziele Russlands zuständig und soll sich im Rahmen der Kennzeichnungspflicht um die Datenerfassung und -speicherung kümmern. So wird über die ZRPT bis 2024 ein einheitliches nationales System zur Kennzeichnung von Waren in allen Industriezweigen aufgebaut. Inlandshersteller und Importeure müssen alle in Verkehr gebrachten Produkte mit einem DataMatrix-Code (2D-Code) bedrucken. Die Umsetzung des „Tschestny SNAK“ („Honest SIGN“) genannten Systems erfolgt schrittweise. Die ZRPT soll als Public Private Partnership auch dafür sorgen, dass sich in Russland Hersteller etablieren, die lokale Software und Ausrüstungen zur Produktmarkierung produzieren.

### Rückzug aus Geschäftsführung
2012 kündigte Usmanow in einem Interview seine Absicht an, sich in den kommenden Jahren zurückzuziehen. Seitdem hat er damit begonnen, seinen Anteil am Unternehmen schrittweise zu reduzieren und die Verwaltung der Vermögenswerte an Unternehmensmanager zu übertragen. In den letzten Jahren hat der Milliardär den Großteil seiner Zeit wohltätigen Projekten und der FIE gewidmet und unterstützt aktiv die Entwicklung seines Heimatlandes Usbekistan.

## Vermögen
Die russische Finanzzeitschrift Finans sah Usmanow 2011 mit der Summe von 19,9 Milliarden Dollar in Russland auf Platz 3. Ebenfalls 2011 belegte Usmanow in der Forbes-Liste der reichsten Menschen der Welt mit einem Vermögen von 17,7 Milliarden Dollar den 35. Platz.
2012 schätzte der Bloomberg-Verlag Usmanows Vermögen auf 20 Milliarden Dollar und bezeichnete ihn als den reichsten Mann Russlands. Die Zeitschrift „Bloomberg Markets“ zählte Usmanow 2013 zu den fünf weltweit einflussreichsten Unternehmern.
Gemäß der Forbes-Liste 2015 betrug sein Vermögen ca. 14,4 Milliarden US-Dollar. Damit belegte er Platz 71 der reichsten Menschen der Welt. Im Jahr 2016 besaß er, laut Forbes, 12,5 Milliarden Dollar und 2017 15,2 Milliarden Dollar. Laut dem letzten Forbes-Rating von April 2020 beläuft sich sein Vermögen auf 13,4 Milliarden Dollar. Damit belegt er den siebten Platz der reichsten Unternehmer Russlands.
Usmanow gab die 2016 ausgelieferte Megayacht Dilbar in Auftrag, die als größte Yacht nach Volumen gilt. Ihr Wert wird auf 600 Millionen Dollar geschätzt.
Im März 2022 wurde die Yacht festgesetzt, nachdem das Bundeskriminalamt hörte, dass die Yacht über ein verschachteltes System Usmanows Schwester Gulbahor Ismailova gehört, die auch sanktioniert worden war. Später stellte sich heraus, dass diese Informationen falsch waren, und das BKA musste seine Behauptungen entfernen. Usmanow und seine Vertreter erklärten, dass die Yacht weder ihm noch seinen Verwandten gehöre. Sie sei im Besitz des Treuhänders eines unabhängigen Trusts, dessen Begünstigte weder er noch seine Familienmitglieder seien. Usmanows Schwester Gulbakhor Ismailova war zuvor Begünstigte des Trusts, wurde aber ausgeschlossen, nachdem sie sanktioniert worden war.

## Politik
Parallel zu seinen Erfolgen in der Wirtschaft versuchte sich Usmanow auf dem politischen Feld. Im Dezember 1993 ließ er sich für die anstehenden Staatsduma-Wahlen als Abgeordneter des Autonomen Kreises der Chanten und Mansen aufstellen. Usmanow und seine Wählervereinigung „Bürgerliche Union im Namen der Stabilität, Gerechtigkeit und Ordnung“, die ihn als Kandidaten in ihrer Liste führte, scheiterten allerdings an der Fünf-Prozent-Hürde.

## Aktivitäten im Bereich des Sports
Usmanow setzt sich für die Entwicklung des Sports innerhalb Russlands und auf internationaler Ebene ein. Er war von 2009 bis 2022 Präsident des Internationalen Fechtverbandes (im März 2022 setzte seine Tätigkeit aus). Er war Mitglied des Rates zur Vorbereitung und Durchführung der XXII. Olympischen Winterspiele und XI. Paralympischen Winterspiele 2014 in Sotschi.

### Fechten
Usmanow, bereits Präsident des russischen Fechtverbandes, kam in die Schlagzeilen, als er im Juli 2005 zum Präsidenten des Europäischen Fechtverbandes (EFC/CEE) gewählt wurde. Usmanow, der früher selbst Säbelfechter war, gewann gegen den Präsidenten des englischen Verbands, Keith Smith, nachdem der frühere Präsident, Jenö Kamuti (Ungarn) nicht mehr kandidiert hatte. Im Januar 2009 löste er René Roch als Präsident des Weltfechtverbandes FIE ab.
Im gleichen Jahr gründete er die Stiftung „Für die Zukunft des Fechtens“. Die Stiftung gibt Preisgelder für jene Sportler aus, die im Rahmen der Fechtweltmeisterschaften die besten Plätze belegen. 2020 wurde die Stiftung durch Forbes auf den 15. Platz der Wohltätigkeitsstiftungen der reichsten russischen Unternehmer gesetzt.
Darüber hinaus gründete Usmanow den Fechtveteranen-Unterstützungsfonds, der Athleten im Ruhestand unterstützt.
Von 2009 bis 2023 war Usmanow in seiner Eigenschaft als FIE-Präsident auch Mitglied im Rat des Präsidenten der Russischen Föderation für Entwicklung der Körperkultur und Sport. Seine Ehefrau Irina Winer-Usmanowa ist ebenfalls Mitglied des Rates.
2013 verkündete Usmanow, künftig bei Fechtweltmeisterschaften eine Million Dollar Preisgeld auszusetzen, als Maßnahme zur Modernisierung des Fechtsports. Dabei soll die Summe auf zwölf Wettbewerbe aufgeteilt werden: je drei Waffenarten bei beiden Geschlechtern und jeweils im Einzel- und Teamkampf.
Als FIE-Präsident setzte sich Alischer Usmanow dafür ein, dass das Fechtprogramm für die Olympischen Spiele 2020 in Tokio ein volles Medaillenkontingent umfassen soll. Diese Entscheidung gab das Olympische Komitee 2017 bekannt.
Usmanows Investitionen in den Fechtsport dürften sich, laut den Hochrechnungen des Portals „Inside The Games“, im Jahr 2020 auf über 70 Millionen Euro belaufen. Neben der Förderung der Sportler ging es Usmanow auch um das Engagement für die Innen- und Außenwirkung des Verbands. Für die 105-Jahr-Feier des Fechtverbands ermöglichte er eine Kreuzfahrt auf der Seine (Kostenpunkt: über 5 Millionen Euro) und engagierte zu anderen Angelegenheiten musikalische Größen wie Sting und Robbie Williams.
Alischer Usmanow ist seit 2008 Mitglied der FIE Hall of Fame. Am 5. Dezember 2019 wurde er nach dem Beschluss des Russischen Fechterverbandes auch in den Hall of Fame dieser Organisation in der Kategorie „Fencing Family“ aufgenommen.
Am 1. März 2022 stellte Usmanow dar, dass er von Sanktionen der Europäischen Union in Folge des Russischen Überfalls auf die Ukraine betroffen war. Er nannte die Gründe für die Maßnahmen gegen seine Person unzutreffend und ehrenrührig („false and defamatory“) und setzte seine Tätigkeit als FIE-Präsident aus.
Am 30. November 2024 wurde Usmanow auf dem FIE-Kongress zum Präsidenten der Organisation wiedergewählt. Er wurde von 103 nationalen Verbänden für dieses Amt nominiert und erhielt bei der Abstimmung 120 Stimmen. Am 4. Dezember wurde bekannt, dass Usmanow sein Amt erneut ruhen lässt, damit die gegen ihn verhängten Sanktionen die Arbeit der FIE nicht beeinträchtigen.

### Fußball
Im August 2007 übernahm Usmanow zusammen mit seinem Geschäftspartner Farhard Moshiri 14,65 % des englischen Fußballclubs FC Arsenal für 75 Millionen Pfund vom früheren Vizepräsidenten David Dein, mit dem Plan einen kontrollierenden Anteil von 25 % zu erreichen. Die Übernahme erfolgte über die eigens dafür gegründete Firma Red and White Holding. Im September stockte Usmanow seinen Anteil am Verein auf 21 % bzw. 23 % auf.
Die Eigentumsanteile des Fußballclubs teilten sich schlussendlich nahezu komplett unter Usmanow und dem US-Amerikaner Stan Kroenke auf. Zwischen beiden kam es bereits zu Beginn der geplanten Kooperation zum Konflikt, weil beide unterschiedliche Auffassungen über die Zukunft des Fußballclubs hatten. Während Kroenke sowie der Direktorenverband bestimmte Investitionen wie Millionentransfers bislang verweigerten und somit eine gesteuerte Mannschaftsentwicklung unmöglich war, wollte Usmanow jene nach und nach ermöglichen.
Später formulierte Usmanow in einem nachträglich veröffentlichten Brief an den Vorstand des Clubs die Problematik. Darin kritisierte er die bisherige Finanzpolitik und weist diese als Ursache für vergangene Fehlinvestitionen sowie anhaltende, finanzielle Problemlagen aus. Auch Arsenal-Trainer Arsène Wenger äußerte sich kritisch über diese Entwicklung: „Dem englischen Fußball droht die Gefahr, seine Seele zu verlieren“, denn „früher hatten wir Eigentümer, die Fans waren. Heute sind die Eigentümer Geschäftsmänner.“
Usmanow und Moshiri setzten, nachdem sie die Aktienanteile David Deins übernehmen konnten, diesen als Leiter ihrer Investmentfirma Red and White Holding ein. Nach eigener Aussage fühlte Usmanow sich schon lange dem englischen Fußballclub – dem FC Arsenal – verbunden. Als ihm ferner der Kauf diverser Anteile am Manchester United angeboten wurden, führte das zu einem Dilemma. Für Usmanow hätte das bedeutet, im Widerspruch zu seiner Fan-Kultur zu stehen, obgleich es ein zu überdenkendes Investment gewesen wäre. Schlussendlich entschied er sich für Arsenal – als Fan und Unternehmer.
Im März 2016 erwarb Red and White Holding ein weiteres Aktienpaket und hielt somit insgesamt 30,04 % an Arsenal-Anteilen. Um den Club in seiner Arbeit voranbringen zu können, wollte Usmanow weitere Investitionen tätigen, wurde allerdings nachhaltig von den Direktoren sowie dem Mehrheitseigner Kroenke außenvor gelassen. Mit der Rücktrittserklärung des Trainers Arsène Wenger entschied auch Usmanow, aus dem Club auszuscheiden und seine Anteile zu verkaufen. Es war ihm nicht gelungen, den FC Arsenal in neue Bahnen zu lenken. Als Arsène Wenger 2018 als Trainer zurücktrat, verkaufte Usmanow seinen Anteil an Kroenke und verließ ebenfalls den Club.
Wie schwer den Fans der Verkauf der Anteile an dem Fußballverein seitens Usmanows an Stanley Kroenke fiel, wurde in der englischen Presse ausgiebig diskutiert. Der Arsenal Supporters Trust bezeichnete den Übergang der Aktien sogar als „Dreadful day for Arsenal Football Club“

### Weitere Unterstützungsleistungen im Sport
Von 2008 bis 2009 war „Metalloinvest Holding“ Hauptsponsor von Dynamo Moskau. Die führende russische Zeitung „Vedomosti“ schrieb, dass Usmanow, ein langjähriger Fan des Clubs, auf diese Weise beschlossen habe, ihn in einer schwierigen finanziellen Situation zu retten. Seit 2012 unterstützt Usmanow den Erstligisten aus St. Petersburg, Club Zenit. Im Jahr 2013 erhielt der Club 334 Mio. Rubel über „Metalloinvest“. 2015 spendete Usmanow dem Russischen Fußballbund 1 Milliarde Rubel. 2019 unterstützte er den russischen Fußballclub „Arsenal“ aus Tula mit 600 Millionen Rubel.
2017 erwarb Usmanow ein Aktienpaket des Taschkenter Fußballclubs Pachtakor.
2020 installierte Usmanow seinen Neffen Sarwar Ismailow als Sport- und Wirtschaftsdirektor der Frauenmannschaft von FC Everton. Zuvor hatte Ismailow im Everton-Fußballstadion Goodison Park als „Global Partnership Consultant“ gearbeitet.

## Usmanow als Mäzen
Im erstmals 2021 vom Forbes veröffentlichten Rating von russischen Impact-Investoren, die neben einer finanziellen Rendite auch messbare positive Auswirkungen für die Umwelt oder die Gesellschaft anstreben, belegte Usmanow den zweiten Platz. Im selben Jahr ernannte ihn die britische Zeitung The Sunday Times in ihrer Rangliste der Philanthropen zum großzügigsten Wohltäter mit Spenden in Höhe von 5,9 Mrd. Dollar.

### Wohltätigkeit und Stiftung „Kunst, Wissenschaft und Sport“
2006 gründete Alischer Usmanow für seine wohltätigkeitsinitiativen die Stiftung „Kunst, Wissenschaft und Sport“. Die Stiftung unterstützt etliche russische Kultureinrichtungen, darunter das Mariinski-Theater in St. Petersburg, das Sowremennik-Theater in Moskau, die Tretjakow-Galerie, das Orchester der russischen Nationalphilharmonie von Wladimir Spiwakow sowie das staatlich-akademische Volkstanzensemble „Igor Moissejew“. Daneben lässt die Stiftung einer Vielzahl an Museen notwendige Gelder zukommen. Hierunter fallen u. a. das Garage Museum of Contemporary Art, das Multimedia Art Museum Moskau, das Museum „Schloss Peterhof“ und das Staatliche Lermontow-MuseumTarkhany.
Im September 2007 kaufte Usmanow einen Tag vor Auktionsbeginn bei Sotheby’s für rund 100 Millionen Dollar die Kunstsammlung des legendären Cellisten Mstislaw Rostropowitsch und dessen Frau Galina Wischnewskaja. Wie das Auktionshaus erklärte, sei die Rostropowitsch-Kollektion mit ihren 450 auserwählten Kunstwerken „eine der bemerkenswertesten Sammlungen, die bei Sotheby’s je gehandelt wurden, und gleichzeitig eine der wichtigsten Sammlungen russischer Kunst in privater Hand“. Usmanow will die Kollektion dem russischen Staat schenken, welcher sie im Puschkin-Museum ausstellen soll. Zusammen mit dem praktisch gleichzeitig erfolgten Erwerb der Rostropowitsch-Sammlung und dem Kauf von 547 sowjetischen Zeichentrickfilmen für rund 10 Millionen Dollar, die Usmanow dem staatlichen russischen Kinderprogramm „Bibigon“ schenkte, machte der bisher verschwiegene Oligarch die Öffentlichkeit auf sich aufmerksam.
Zwei Mal spendete Alischer Usmanow hohe Beträge für Bauprojekte in der autonomen Republik Tatarstan. 2012 stellte er 250 Millionen Rubel für den Bau der Weißen Moschee in Bolgar zur Verfügung. 2016 stiftete Usmanow 500 Millionen Rubel für die Errichtung der Bolgarer Islamischen Akademie. Der Bau der Bildungseinrichtung wurde von der Zentralen Geistlichen Verwaltung der Muslime Russlands, dem Russischen Muftirat und der Geistlichen Verwaltung der Muslime der Republik Tatarstan in Auftrag gegeben.
Am 21. Juni 2013 übergab die Wohltätigkeitsstiftung „Kunst, Wissenschaft und Sport“ dem Moskauer Konservatorium einen 1908 erbauten Flügel der St. Petersburger Firma Jakob Becker. Das einzigartige Instrument, so der Rektor des Konservatoriums, sei von hohem musealen und künstlerischen Wert und habe vermutlich einer der Töchter von Nadeschda Filaretowna von Meck gehört.
Als der US-amerikanische Biochemiker James Watson nach rassistischen Äußerungen in Schwierigkeiten geriet und 2014 seine Nobelpreismedaille versteigern ließ, erwarb Usmanow sie für 4,8 Millionen Dollar und gab sie dem Wissenschaftler kurz darauf zurück. Dies geschah vor dem Hintergrund, dass Watson mit Hilfe der Verkaufserlöse Gelder für Forschungsprojekte sowie den Ausbau seines Labors generieren wollte. Usmanow argumentierte hingegen, kein Wissenschaftler solle eine derartige Auszeichnung aufgeben müssen, (nur) um finanzielle Mittel freihalten zu können.
Im März 2019 spendete Usmanow der usbekischen Regierung 50 Millionen US-Dollar für die Entwicklung seiner Heimatprovinz Namangan im Rahmen des Bauförderprogramms „Vorbildlich gestaltetes Dorf“ (usb. „Obod Qishloq“). Mit Unterstützung Usmanows sollen in der Stadt Namangan ein Internationales Business Center und eine Wirtschaftshochschule eröffnet werden.
Im Dezember 2019 und Oktober 2020 beteiligte sich Usmanow mit großen finanziellen Beiträgen an der Spendenaktion für das Medikament Zolgensma im Wert von 2,4 Mio. Dollar zur Behandlung von zwei Kindern mit der Diagnose „Spinale Muskelatrophie (SMA)“.
Im Oktober 2019 präsentierte der russische Regisseur Andrei Kontschalowski seinen Film „Sünde“ („Il Peccato“ bzw. „Sin“) über den Renaissancekünstler Michelangelo. Das Budget von etwa 15 Millionen Euro wurde größtenteils von privaten Sponsoren zur Verfügung gestellt, darunter von Alischer Usmanow und seiner Wohltätigkeitsstiftung „Kunst, Wissenschaft und Sport“. Usmanow wird in den filmographischen Angaben als Filmproduzent genannt. In einem Interview gab Kontschalowski an, sich sehr glücklich zu schätzen, dass er auf die Unterstützung Usmanows vertrauen konnte, setzte sein Mäzenatentum mit dem von Lorenzo il Magnifico gleich und zeigte sich gegenüber der Anmerkung, dass Usmanow „keine weiße Weste“ habe, unbeeindruckt. Er „nehme Geld von jedem, der den Mut aufbringt, ein Projekt wie ‚Sin‘ zu unterstützen“.
Im Jahr 2020 produzierte Usmanow die Filme „Lew Jaschin. Torwart meiner Träume“ von Wassili Chiginsky und „Dorogie Tovarischi!“ (Dear Comrades!) von Andrei Kontschalowski. Mit „Dorogie Tovarischi!“ konkurrierte Kontschalowski zum sechsten Mal um den Goldenen Löwen, den Hauptpreis der Filmfestspiele von Venedig. Die Wettbewerbsjury vergab den Spezialpreis an den russischen Beitrag. Darüber hinaus wurde Kontschalowskis Film als russischer Beitrag für die Kategorie „bester internationaler Film“ für die Oscarverleihung 2021 ausgewählt und gelangte auch in die Vorauswahl für die Golden Globe Awards 2021 („Bester fremdsprachiger Film“).
Bis zum Jahr 2020 hat Usmanow insgesamt mehr als 2,6 Milliarden Dollar für wohltätige Zwecke gespendet.
Usmanow ersteigerte im Dezember 2019 bei Sotheby’s in New York für 8.806.500 Dollar das 14-seitige Manuskript, in dem Pierre de Coubertin seine Ideen zur Wiederbelebung Olympischer Spiele beschrieb. Usmanow stellte das Manuskript im Februar 2020 dem Internationalen Olympischen Komitee zur Verfügung, damit es im Olympischen Museum in Lausanne ausgestellt werden kann. Zehn Tage vor der Ersteigerung bat Usmanow die Welt-Anti-Doping-Agentur um die Zulassung russischer Athleten zu Wettkämpfen unter ihrer nationalen Flagge. Dies geschah vor dem Hintergrund des noch ausstehenden Urteils des Schiedsgerichts in Lausanne.

### Förderung der Kunst im In- und Ausland
Die von Usmanow gegründete Stiftung „Kunst, Wissenschaft und Sport“ organisierte Ausstellungen russischer Kunst im Ausland. Gleichsam engagiert sie die Ausleihe sowie den Kauf nicht-russischer Kunstwerke und stellt diese im Rahmen bestehender und neu ausgestalteter Ausstellungen einem breiten Publikum zur Verfügung. So wurde 2008 eine Ausstellung der Werke des britischen Künstlers William Turner organisiert, dessen Gemälde das erste Mal seit 1975 in Russland gezeigt wurden. Die Sonderausstellung fand ihren Rahmen im Puschkin-Museum für Schöne Künste.
2013 präsentierten das Staatliche Puschkin-Museum für Schöne Künste, das Tate Britain, sowie die Wohltätigkeitsstiftung für „Kunst, Wissenschaft und Sport“ die erste große Ausstellung der Präraffaeliten-Bewegung „Pre-Raphaelites“: Viktorianische Avantgarde". Die Moskauer Schau umfasste über 80 Gemälde und Kunstgewerbeobjekte aus britischen und amerikanischen Museen und Privatsammlungen, darunter Edelsteine aus der Tate-Sammlung – „Ophelia“ und „Mariana“ von John Everett Millais, „Proserpine“ und „Die Geliebte“ („Die Braut“) von Dante Gabriel Rossetti.
Ebenfalls 2013 übergab die Stiftung von Usmanow das Gemälde „Der Evangelist Markus“ des holländischen Künstlers Frans Hals an das Puschkin-Museum. Das Stück wurde seitens der Stiftung erworben, nachdem es zuvor im Besitz der Londoner Galerie von Johnny Van Haften war, die auf niederländische Kunst des 17. Jahrhunderts spezialisiert ist. Das Gemälde gehörte im 19. Jahrhundert dem Russischen Reich und galt nach dem Krimkrieg (1853–1856) als verschollen. Die Presse bezeichnete diese Gabe als den größten Kunsterwerb durch Russland der letzten 100 Jahre.
2016 organisierte Usmanows Stiftung die Ausstellung von Kunstwerken aus der Vatikaner Pinakothek «Roma Aeterna» in der Moskauer Tretjakow-Galerie. Nie zuvor hatte eine so große Anzahl an Gemälden die Pinakothek verlassen, um im Ausland gezeigt zu werden. „Wir sind davon überzeugt, dass für eine Welt, die zunehmend polarisiert und durch Konflikte zerrissen wird, Kunst, insbesondere zu religiösen Themen, uns Hoffnung verleiht“, sagte Kardinal Giuseppe Bertello, Präsident der Staatsregierung der Vatikanstadt, der aus diesem Grund nach Moskau kam. 2018 wurde der Weg entgegengesetzt gewählt. Die Stiftung „Kunst, Kultur und Sport“ brachte die Ausstellung „Der russische Weg. Von Dionysos bis Malewitsch“ in die Vatikanstadt.
Die Verbindung zu Italien wird ferner durch andere Aktivitäten der Stiftung gestärkt. Sie beteiligt sich z. B. an dem Erhalt und Restaurierung der Architektur-Denkmäler in Russland und im Ausland. So wurden aus ihren Mitteln der Dioskurenbrunnen und das Trajansforum in der Altstadt Roms sowie das Gebäude der italienischen Botschaft (Villa Berg in Moskau) in Russland restauriert. Hierfür erhielt Usmanov den Orden „Für die Verdienste vor dem Italienischen Staat“.

### Kulturplattform ART-OKNO
Eines der Wohltätigkeitsprojekte von Usmanow ist die Gründung der Kulturplattform ART-OKNO im Jahr 2017, die die Entwicklung von Kleinstädten in den Gebieten Belgorod, Kursk und Orenburg durch die Bildung von städtischen Gemeinschaften und die Durchführung von Kulturprojekten unterstützt. Der Schwerpunkt liegt dabei auf den Städten Stary Oskol, Gubkin, Schelesnogorsk und Nowotroizk.
Seit dem Ausbruch der COVID-19-Pandemie konzentrieren sich die Projekte der Kulturplattform auf Online-Formate. Ein Beispiel ist die Organisation von Webinarreihen zu den Themen Projektmanagement und Design sowie von Masterklassen bekannter russischer Musik- und Kunstschaffender für junge talentierte Interpreten.

### Unterstützung sehbehinderter Menschen
Die Stiftung „Kunst, Wissenschaft und Sport“ unterstützt neben kulturellen und sportlichen Formaten ebenso Reha-Zentren für sehbehinderte Kinder und Jugendliche. Darüber hinaus hilft die Stiftung diesen Kindern und Jugendlichen, eine angemessene Aus- und Weiterbildung zu erhalten, um später einen Beruf ergreifen zu können. Ziel des Projekts ist es, sehbehinderten Menschen Möglichkeiten und Lösungen zu deren zu bieten Selbstverwirklichung und erfolgreiche Integration in die Gesellschaft zu ermöglichen.
Im Rahmen des Projektes zur Förderung sehbehinderter Menschen bezahle Alischer Usmanow zudem die erste in Russland durchgeführte Operation zur Implantation eines epiretinalen Augenchips, eine Art bionisches Auge, das Blinden das Augenlicht zurückgeben soll. Dabei sendet eine Spezialbrille mit einer integrierten Videokamera Bilder an einen Chip, der auf der Netzhaut angebracht ist. Dieser Chip regt die noch gesunden Nervenzellen der inneren Netzhaut an. Weltweit wurde das Verfahren bereits etwa 140 Mal durchgeführt. Für Betroffene stellt das bionische Auge eine wesentliche Erleichterung dar. Das komplette Sehvermögen erlangen sie aber (derzeit) nicht zurück. Mit der Unterstützung Usmanows entwickeln Produktionsfirmen Theaterproduktionen und Filmübertragungen mit Fernsehkommentaren für ein blindes Publikum (Audiodeskription). Ein speziell ausgebildeter Sprecher erläutert während der Übertragung die Darstellungen. Mit Unterstützung der Stiftung finden derartige Aufführungen in verschiedenen Städten Russlands statt.
Nachdem Usmanow Mitte 2000 eine Netzhautablösung überstanden hatte, ließ er zwei Augenkliniken in München und Moskau und einen großen medizinischen Komplex in seiner Heimat Taschkent errichten.

### Beitrag zur Bekämpfung von COVID-19
Anfang April 2020 spendete Alischer Usmanow 20 Millionen US-Dollar für die Bekämpfung der COVID-19-Pandemie an die Stiftung „Wohltätigkeit und Gesundheit“ in Usbekistan. Im gleichen Monat erhielt Usbekistan weitere 5 Mio. US-Dollar zur Unterstützung im Kampf gegen die durch das Virus entstandene Krise, während sich Usmanow in seine Villa in Taschkent zurückzog. In dieser Zeit spendete Usmanow weitere 15 Mio. US-Dollar nach dem Bruch des Sardoba-Staudamms im usbekisch-kasachischen Grenzgebiet, um die Beseitigung der Überschwemmungen zu unterstützen und die verletzten Bewohner der Grenzregion (ca. 100 Tsd. Menschen) in Sicherheit zu bringen.
Im Zuge der Corona-Krise würdigte man Alischer Usmanow zusammen mit Jack Dorsey und Bill Gates in der Rangliste der Top-3 der größten Philanthropen der Welt. Im Mai 2020 bezeichnete die englische Tageszeitung „Sunday Times“ Usmanow als größten Stifter unter den Teilnehmern des Rich-List-Rankings zur Bekämpfung von COVID-19. So beliefen sich die Spenden des Milliardärs für diese Zwecke allein in Russland auf 126 Millionen US-Dollar und in Usbekistan auf 25 Millionen US-Dollar. Die Mittel fanden Verwendung für den Kauf persönlicher Schutzausrüstung für Ärzte und Freiwillige sowie zur finanziellen Unterstützung des medizinischen Personals.
2021 würdigte die britische Zeitung Sunday Times Alischer Usmanow als den großzügigsten Philanthropen in der 20-jährigen Geschichte ihrer Geber-Rangliste („Giving List“). Während des gesamten Zeitraums des Bestehens der Rangliste hat Usmanow für Kunst, Sport und Wissenschaft sowie zur Bekämpfung von COVID-19 4,2 Milliarden Pfund gespendet, davon über 500 Millionen Pfund allein im Jahr 2020.

## Auszeichnungen

### Internationale Auszeichnungen
- Dostyk-Orden II. Klasse (Kasachstan, 2011)
- Verdienstorden der Italienischen Republik (10. Oktober 2016) – für seinen Beitrag zu den russisch-italienischen Beziehungen und als Anerkennung seiner Teilnahme an den Restaurierungsprojekten der Villa Berg in Moskau (seit 1924 Gebäude der italienischen Botschaft in Russland), der Kapitolinischen Museen, der Dioskurenbrunnen und des Trajansforums in Rom
- Dostyk-Orden I. Klasse (Kasachstan, 2018)
- Orden El-Yurt-Churmati („An die vom Volk und Nation geehrte Person“) (Usbekistan, 29. August 2018)

### Auszeichnungen der Russischen Föderation
- Konstantin-Medaille der Russischen Geographischen Gesellschaft (2019)[136]
- Duslyk-Orden der Republik Tatarstan (тат. Дуслык, Freundschaft) (2018)[137]
- Verdienstorden für das Vaterland III. Klasse (2018)[138]
- Al-Fahr-Orden I. Klasse (4. November 2016) – verliehen vom Russischen Muftirat für seinen großen Beitrag zur Förderung des Islams in der Russischen Föderation[139]
- Staatliches Abzeichen „Für die Wohltätigkeit“ (11. Juni 2016)[140]
- Alexander-Newski-Orden (2014)
- Verdienstorden für das Vaterland IV. Klasse (6. Juli 2013)
- Ehrenabzeichen des Außenministeriums der Russischen Föderation „Für den Beitrag zur internationalen Zusammenarbeit“ (2013)
- Dankesschreiben des Präsidenten der Russischen Föderation (24. Dezember 2009)
- Ehrenurkunde des Präsidenten der Russischen Föderation (8. September 2008)[141]
- Orden der Ehre (17. März 2004)[142]

## Kritik und mediale Rezeption

### Kritik und mediale Rezeption aus Großbritannien
1999 gab es Presseberichte, die behaupteten, die britische Strafverfolgungsbehörde National Criminal Intelligence Service überwache Usmanow wegen seiner mutmaßlichen Verbindungen zu verdächtigen Personen aus der Sphäre des organisierten Verbrechens. Dies geschah zu einer Zeit, als Usmanow Geschäftspartner von Lord Owen war, früherer Parteichef der britischen SDP und britischer Außenminister. Usmanow und Owen saßen beide im Vorstand von Middlesex Holdings plc, die dann 2002 aus Gründen der Umstrukturierung in Global Natural Energy plc umbenannt wurde.
Der britische „Telegraph“ schreibt hierzu, die Aussage über die Strafverfolgung sei frei erdacht. Tatsächlich handele es sich um eine in Russland übliche Form der Unternehmenskultur, Kontakte in verschiedene Kreise zu pflegen, auch ohne in deren Geschäfte verwickelt zu sein.

#### Craig Murray
Als Usmanow 2007 Anteile des Londoner FC Arsenal erwarb, gab es über ihn viele Meldungen, auch kritische, in der britischen Presse. Dazu beigetragen hatte in erster Linie der frühere britische Botschafter in Usbekistan, Craig Murray. Er erklärte am 2. September 2007 hinsichtlich der strafrechtlichen Verurteilung von Alischer Usmanow in einem Blogbeitrag, dass dieser auf keinen Fall ein politischer Gefangener gewesen sei, sondern viel mehr ein Gangster und Erpresser, der völlig zu Recht sechs Jahre in Gefängnis gesessen habe. Seine Begnadigung sei durch den usbekischen Präsidenten Islam Karimow erfolgt. Murrays Blogbeitrag wurde später angeblich auf Druck von Usmanows Londoner Anwaltskanzlei Schillings durch dessen Webhost von der Website entfernt. Zudem nahm Schillings Kontakt zu unabhängigen Blogbetreibern auf und forderte diese auf, alle Bezugnahmen auf Murrays Vorwürfe zu löschen sowie Wiedergaben von Aussagen auf dessen Blog zu unterlassen. Am 20. September 2007 wurde Bloggerheads.com, der Blog des The Guardian-Journalisten Tim Ireland, entfernt, da er Murrays Beitrag veröffentlicht hatte. Das führte auch dazu, dass andere Blogs blockiert wurden, die nichts mit dem Beitrag von Murray zu tun hatten, darunter die des damaligen Unterhaus-Abgeordneten Boris Johnson und des Stadtrats von Sandwell aus der Grafschaft West Midlands Bob Piper.

#### FC Arsenal
Aufgrund der abgesessenen Haftstrafe in den 1980er Jahren beauftragte der Vorstand von FC Arsenal 2009 einen Privatdetektiv damit, die Vergangenheit des Oligarchen zu untersuchen. Er reiste sogar nach Taschkent, wo Usmanow sechs Jahre im Gefängnis verbrachte, um Details zu dessen Verurteilung und der späteren Annullierung durch russische und usbekische Gerichte zu recherchieren. Die Untersuchung kam zu keinem Ergebnis. Der nachträgliche Vorwurf lautet, dies sei auf eine Verschleierungstaktik usbekischer Behörden zurückzuführen; das konnte allerdings weder belegt noch anderweitig bewiesen werden. Im Gegenzug forderte Usmanow den Vorstand auf offenzulegen, ob Gelder der Clubaktionäre für diese Untersuchung ausgegeben wurden.

#### Wikipedia
Zu einem weiteren Skandal kam es, als am 12. November 2012 die Times meldete, dass Usmanow die Londoner PR-Agentur RLM Finsbury mit der Überarbeitung des englischsprachigen Wikipedia-Artikels über ihn sowie der Entfernung aller Äußerungen zu den Anschuldigungen bezüglich seiner kriminellen Vergangenheit und anderer kritischer Anmerkungen beauftragt hatte. Finsbury entschuldigte sich für die Änderungen, merkte jedoch an, diese seien nicht von Usmanow in Auftrag gegeben worden.

### Vorwürfe über die Einflussnahme auf die Zeitung „Kommersant“
Die Wirtschaftszeitung „Kommersant“, noch zu Sowjetzeiten gegründet, war lange Zeit für unabhängigen, regierungskritischen Journalismus bekannt.
Über eine mögliche Einflussnahme Usmanows auf die Zeitung „Kommersant“ wird verschieden berichtet. Aus einem Artikel in der deutschen Zeitung „Die Welt“ geht beispielsweise folgendes hervor:
2006 ist das wirtschaftsliberale Tagesblatt in den Besitz der Medienholding von Alischer Usmanow übergegangen. Damals schrieb die Zeitung selbst, dass mit der Übernahme von „Kommersant“ Usmanow einen Auftrag des Kreml ausführte. Auch die Panorama-Stiftung sei überzeugt, dass Usmanow das Wirtschaftsblatt entweder auf direkte Anweisung des Kreml oder zumindest in Abstimmung mit ihm erworben habe. Dahinter steckte, so die Annahme, die Strategie des Kremls, die Medienkontrolle zum Teil den russischen Milliardären zu übergeben, damit diese für regierungskonforme Inhalte sorgen. So sei es den russischen Machthabern möglich gewesen, gegenüber dem Ausland mit einer reichhaltigen Medienlandschaft in Privatbesitz aufzutreten. Im Juli 2010 sah sich der langjährige Chefredakteur von „Kommersant“ Andrej Wassiljew wegen Einflussnahme aus dem Kreml gezwungen, von seinem Posten zurückzutreten. Die russische Staatsmacht nähere sich immer weiter der „unmittelbaren Leitung der Presse“ an, so Wassiljew, denn die Informationsströme werden sehr stark reguliert und gefiltert. Er sprach von einer zunehmenden Manipulation der Medien. So könne er nicht mehr professionell arbeiten.
Im Gegenzug antwortete Wassiljew dem liberalen Radiosender „Echo Moskau“, für ihn selbst sei die Arbeit erst unter Berezovskij und später unter Usmanow immer ein persönlicher Balanceakt gewesen, da beide sehr unterschiedliche politische Positionen vertreten. Für den „Kommersant“ hat es seiner Aussage nach hingegen zu keinem Zeitpunkt eine Situation gegeben, in dem sich die Zeitung entgegen ihrer Grundsätze verhalten habe.
Im März 2019 wurde der „Kommersant“-Autorin Maria Karpenko aufgrund ihres kritischen Artikels über den Sankt-Petersburger Gouverneur Alexander Beglow gekündigt. Im Mai 2019 mussten die Korrespondenten Ivan Safronow und Maxim Iwanow nach der Veröffentlichung eines Artikels über die Vorsitzende des Föderationsrates Walentina Matwijenko ihre Posten räumen, weil sie augenscheinlich die journalistischen Standards des „Kommersant“ verletzt hätten. Doch die Journalisten wurden anschließend seitens der Chefredaktion aufgefordert, ihre Quellen offenzulegen, da im Rahmen der Arbeit Fehler vermutet wurden. Der Vertreter von Usmanow wies den Vorwurf der Einmischung zurück. Der Rauswurf der Kollegen veranlasste das gesamte Politikressort des „Kommersant“ — das waren über 220 Mitarbeiter —, aus Protest die Zeitung zu verlassen.

### Panama Papers
Im Zuge der Veröffentlichung der Panama Papers im April 2016 und im November 2017 benannte die Süddeutsche Zeitung Usmanow als Anteilseigner mehrerer Offshore-Firmen, die unter anderem Anteile vom englischen Topligisten FC Everton oder vom Social Media Unternehmen Facebook aufgekauft hat. Usmanows Anwalt bemerkte zur Nennung von Usmanows Namen in den Panama Papers, dass die „wichtigsten, operativen Gesellschaften“ in Russland registriert seien und die ausländischen Unternehmen „auf sehr begrenzter Basis“ und „unter strengster Einhaltung“ gesetzlicher Bestimmungen in Anspruch genommen würden.

### Anschuldigungen von Alexei Nawalny

#### FBK vs. Usmanow/Medwedew
Anfang März 2017 geriet Usmanow in einen aufsehenerregenden Korruptionsskandal, nachdem der politische Aktivist und Kremlkritiker Alexei Nawalny und sein Fonds zur Bekämpfung der Korruption (FBK) das YouTube-Video „Für euch ist er kein Dimon“ über das geheime Luxusleben von Dmitri Medwedew veröffentlicht hatten. Demnach soll der Oligarch einem dem Ministerpräsidenten nahestehenden Fonds ein großes Grundstück in Rubljowka, einem teueren Vorort Moskaus, geschenkt haben.
Usmanow wies zuvor in zwei Videobotschaften vom 18. und 24. Mai 2017 alle Bestechungsvorwürfe entschieden zurück. Er forderte Nawalny auf, „sich zu entschuldigen sich gegenseitig in Frieden leben zu lassen“. Er betonte, dass er entgegen der Aussage von Nawalny, über die Jahre der Unternehmensführung 40.000 Arbeitsplätze geschaffen und mehr als 800 Milliarden Rubel in ihre Entwicklung investiert habe. Er dementierte vehement, sein Vermögen im Zuge der Privatisierung als Geschenk erhalten zu haben. Stattdessen gab Usmanow zu bedenken, dass die Unternehmen, in die er investiert, wie Megafon, Mail.Ru, Odnoklassniki, VKontakte, keine sowjetischen Unternehmen seien, mit denen der Aufbau eines entsprechenden Vermögens umsetzbar wäre, sagte er.
Des Weiteren wies Usmanow die Anschuldigungen zurück, er sei ein Krimineller, der versuche, seine Vergangenheit zu vertuschen. Er beteuerte, 6 Jahre unverschuldet und aufgrund eines politisch motivierten Schuldspruches im Gefängnis verbracht zu haben. Anschließend sei er vollumfänglich vom Obersten Gericht rehabilitiert worden.

#### Weitere Untersuchung des FBK
Nawalny veröffentlichte daraufhin am 29. Mai 2017 auf seinem YouTube-Kanal den Film Antwort an Alischer Usmanow. Darin geht Nawalny im Detail darauf ein, auf welche Weise Usmanow zum Milliardär werden konnte und beruft sich dabei auf Jahresberichte, Protokolle und andere offizielle Unterlagen der britischen Aktiengesellschaft Middlesex Holdings plc. Außerdem erläutert er, wie es dem usbekischen Großunternehmer gelang, staatliche metallurgische Unternehmen zu privatisieren, über Briefkastenfirmen einen riesigen Profit zu erwirtschaften und der russischen Staatskasse Millionen US-Dollar an Steuergeldern vorzuenthalten.
Usmanows Vorgehensweise, so erläutert Nawalny im Film, ist im Prinzip einfach: Die russischen Rohstoffe billig an die unter der eigenen Kontrolle stehenden Offshore-Firmen zu verkaufen, damit diese die Rohstoffe dann zum Marktpreis auf der ganzen Welt vertreiben können. Die Aufwendungen (Produktionskosten, Gehälter etc.) verbleiben bei den metallurgischen Werken in Russland. Der Profit sei gering, entsprechend wenig Steuern werden gezahlt, wodurch der russische Staat Verluste erleide, während der größte Profit aus dem Verkauf bei ausländischen Tarnfirmen lande, die keine bzw. sehr geringe Steuern zahlen und die zudem von Usmanow und seinen Partnern kontrolliert werden. Diese Art der Steuerhinterziehung nennt man, laut Nawalny, Transferpreisbildung. Zu jener Zeit (2000–2001, 2002–2008) war Dmitri Medwedew der Vorstandsvorsitzende von Gazprom, so dass Usmanow, so der Vorwurf von Nawalny, jahrelang Gazprom bestehlen konnte, ohne dafür belangt zu werden.

#### Gerichtsurteil
Am 12. April 2017 zog Usmanow mit einer Verleumdungsklage gegen Nawalny und seine Antikorruptionsstiftung FBK vor Gericht. Ende Mai kam das Moskauer Ljublinski-Gericht zum Urteil, dass Nawalny zu Unrecht Korruptionsvorwürfe gegen Usmanow verbreitet und somit seine „Ehre, Würde und den Ruf als Geschäftsmann“ beschädigt habe. Der Oppositionspolitiker wurde aufgefordert, die Anschuldigungen gegen Usmanow zurückzunehmen und das belastende Video zu löschen. Nawalny erwiderte, er werde den Beitrag nicht entfernen.
Am 11. August 2017 wies das Moskauer Stadtgericht die Berufung des FBK zurück. Doch statt der gerichtlichen Forderung, den kompletten Film „Für euch ist er kein Dimon“ zu entfernen, sollten nun lediglich die auf Usmanow bezogenen Ausschnitte aus dem Video herausgenommen werden, womit sich die FBK-Anwälte einverstanden erklärten.
Obwohl Nawalny am 10. Oktober 2017 die Richtigstellung veröffentlicht hat, hat er das belastende Video allerdings nicht, wie vom Gericht angeordnet, gelöscht.

### EU-Sanktionen und Ermittlungen und Gerichtsverfahren nach dem russischen Überfall auf die Ukraine
Gegen Alischer Usmanow wurden wegen seiner Unterstützung für Präsident Putin nach dem russischen Überfall auf die Ukraine Ende Februar 2022 umfassende Sanktionen verhängt. Er gilt als einer der von Putin besonders favorisierten Oligarchen und als einer der Geschäftsleute/Beamten Russlands, die mit der Verwaltung von Finanzströmen betraut wurden. Er gehört damit zu einer Gruppe von 16 Milliardären aus Putins Umfeld, die von den USA, dem Vereinigten Königreich oder der Europäischen Union mit Sanktionen belegt sind. Die Europäische Union ließ dadurch sein gesamtes Vermögen im Bereich der EU einfrieren. Im Jahr 2024 strich der EU-Rat den Begriff „Oligarch“ aus der Begründung für die Sanktionen gegen Usmanow. Jetzt heißt es „führender Geschäftsmann“. Vorausgegangen war Usmanows gerichtlicher Sieg über das US-Magazin Forbes, das die vom EU-Rat zur Begründung der Sanktionen zitierten Materialien veröffentlicht hatte.
Usmanow weist alle Anschuldigungen kategorisch zurück und sagt, er habe viele führende Politiker der Welt getroffen und Ehrungen erhalten, sei aber nie in die Politik involviert oder ein Vertrauter von jemandem gewesen. Er bezeichnet die Sanktionen gegen ihn als ungerechtfertigt und unfair. Es ist bekannt, dass Usmanow eine Klage beim EU-Gericht eingereicht hat, um die verhängten Beschränkungen anzufechten.
Ende September 2022 fand in Deutschland eine Razzia unter dem Verdacht eines Verstoßes gegen das Außenwirtschaftsgesetz statt, die sich laut FAZ gegen Usmanow richtete. Insgesamt wurden 24 Objekte in Bayern, Baden-Württemberg, Schleswig-Holstein und Hamburg durchsucht. Am 12. Mai 2023 hat das Landgericht Frankfurt am Main Durchsuchungsbeschlüsse für Immobilien (Villen am Tegernsee, eine Wohnung am Stadtrand von Frankfurt und andere Immobilien in Deutschland sowie die Dilbar-Yacht im Bremer Hafen), die deutsche Staatsanwälte mit Usmanow in Verbindung bringen, für ungültig erklärt und aufgehoben.
Am 12. August 2023 wurde bekannt, dass Usmanow eine Klage beim Bundesverfassungsgericht eingereicht hat. Der Milliardär ist der Ansicht, dass das Münchner Gericht sein Recht auf Unverletzlichkeit der Wohnung verletzt und bei der Durchsuchung der Dilbar-Yacht, die formal zu Unternehmen gehört, die deutsche Ermittler seinem Einflussbereich zurechnen, einen Angriff auf die Menschenwürde begangen hat. Darüber hinaus will Usmanow die gegen ihn verhängten Sanktionen als rechtswidrig anerkennen lassen. Er ist nicht nur der Ansicht, dass die Sanktionen unbegründet sind, sondern weist auch darauf hin, dass die Bestimmungen des deutschen Gesetzes über die Verpflichtung der Sanktionierten, ihr eigenes Vermögen zu deklarieren, dem Grundgesetz widersprechen, da dies dem Grundrecht widerspricht, sich nicht selbst belasten zu müssen.
Am 24. August 2023 wurde bekannt, dass das Gericht Hamburg Usmanows Klage gegen die Zeitung Kurier stattgegeben hat, die behauptete, dass Putin ihn als seinen „Lieblingsoligarchen“ bezeichnet hatte. Mit der Begründung, dass diese Behauptung durch Beweise nicht belegt war, hat das Gericht ihre Verbreitung untersagt. In dem Beschluss wurde auch betont, dass solche diffamierenden Äußerungen den Ruf des Geschäftsmannes beeinträchtigen können und seine Rechte verletzen.
Im Juni 2024 wurde Usmanows Klage gegen die Schweizer Bank UBS sowie seine Beschwerde gegen zwei hochrangige Frankfurter Staatsanwälte bekannt.
Im Oktober 2024 stellte die Staatsanwaltschaft Frankfurt ihr Verfahren gegen Usmanow, das wegen angeblicher Geldwäsche gestartet worden war, mit der Auflage ein, dass dieser 1,5 Millionen Euro an mehrere gemeinnützige Einrichtungen und 2,5 Millionen Euro an die Staatskasse zahlt.